# Yuval Robichek
Yuval Robichek (Haifa, 1959) es un ilustrador israelí. Yuval hizo publicar sus ilustraciones en importantes periódicos como The New York Times, Forbes, Time Out.

## Biografía
Yuval Robichek, nacido en 1959 en Haifa (Israel), es hijo de un ingeniero checo y de madre marroquí. Actualmente reside en Tel Aviv.
Estudió "Humor en las Artes" en la Escuela de Artes Visuales de Nueva York. Sus ilustraciones han sido publicadas en The New York Times, Forbes, Time Out.